# حسن إبراهيم سمعون
حسن إبراهيم سمعونمواليد 1956 أديب وشاعر سوري يكتب القصة القصيرة، والمقالة الأدبية، والنقدية وله مؤلفات مسرحية. يكتب الشعر العمودي والتفعيلي، والمحكي الموزون، والقصة القصيرة جدا، والمقالة الأدبية والنقدية. يكتب بالدوريات والصحف الأدبية الورقية والألكترونية.

## نبذة
ولد الشاعر حسن سمعون في بلدة عين السودا بريف حمص عام 1956 وعمل بمجال المعدات الهندسية الثقيلة/والإنشاءات المعدنية، في عام 1978 أنهى المرحلة التعليمية بالكلية الفنية باختصاص ميكانيك محركات، ودرس بعدها الأدب العربي بجامعة البعث/كلية الآداب ولكن لم يكمل فيها. يتابع حالياً دراسات وأبحاث خاصة بمجال الفلسفات الشرقية، والأديان القديمة، والميثيالوجيا السورية. يمتلك مكتبة بمنزله وقام بتأسيس وقام بتأسيس الديوان الألفي (ألف قصيدة لفلسطين). له عدد من الدراسات الأدبية والنقدية، ويعمل حالياً (ومنذ سنوات) بمعجم «مصطلحات شعبية يجب ألا تموت» زميل وعضو بكثير من المنتديات الأدبية العربية، وهيئاتها وفعاليتها.وأيضًَا المؤوسس والمسؤول عن الديوان السوري المفتوح.

## الأعمال
1. في المسرح: مسرحية الزئير» (حياة وطن) وهو عبارة عن سكتش غنائي مديرة المسارح والموسيقا دمشق.
2. في القصة القصيرة: مجموعة من القصص القصيرة ومنها المجهر (مجموعة قصص قصيرة جدًا).
3. في الشعر: له عدد من الدواوين الشعرية منها: ديوان«إمضاء على الشاهد»، ديوان «مقامات التاسوعاء»، ديوان «قصار الصور» , وله عدد من الدواووين المشتركة مع بعض الشعراء العرب والسوريون في الداخل والمهجر ومنها:«رثاية النور»، و«مدي المواويل» في تأبين الأديب طلعت سقيرق. الديوان الألفي منذ 5 سنوات وهو ألف قصيدة لفلسطين والشاعر هوالمؤسس والمشرف العام عليه. قصار الصور/ شعر/ عدة دواوين/ بعناوين فرعية ومنها قصار الصور بالمحكي الموزون / ومنها قصار الصور مشترك مع شعراء من الوطن العربي.
4. في الأدب: الديوان السوري المفتوح وهو مشروع من سلسلة أجزاء، والشاعر هو المؤسس والمشرف العام عليه، وهو سلسلة مستمرة من الأجزاء المطبوعة، يرصد ويشف الحالة السورية، ولقد صدر الجزء الأول منه بنهاية 2016 وايضا منشور في صفحات التواصل الاجتماعي.
5. في المساجلات والحواريات الأدبية:

- مساجلة وجع المحار خلف البحار / تساجل فيها مع الشاعرة الفلسطينية دينا الطويل أستاذة الأدب العربي المقيمة في السويد
- مساجلة وطن وعشق مع الشاعرة السورية عبير الديب.
- مساجلة وجع المحار خلف البحار / تساجل فيها مع الشاعرة الفلسطينية دينا الطويل أستاذة الأدب العربي المقيمة في السويد.
- مساجلة حكايا السعتر البري مع الشاعرة السورية هيلانة عطالله.
- مساجلة غزل وكمشات حبق سورية مع الشاعرة السورية رحاب رمضان.

## وصلات خارجية
- مدونة الشاعر حسن إبراهيم سمعون
- مقابلة مع الاديب حسن سمعون
- سحابة صيف – شعر: حسن إبراهيم سمعون